# Dicliptera aripoensis
Dicliptera aripoensis е вид растение от семейство Страшникови (Acanthaceae). Видът е критично застрашен от изчезване.

## Разпространение
Dicliptera aripoensis е ендемичен за Тринидад и Тобаго. Среща се само в Тринидад.

## Описание
Това е разклонен храст, достигащ на височина от 1 до 1,5 метра, с червени цветове с дължина около 3 см.